# Cova d'en Pau
La Cova d'en Pau és un jaciment arqueològic prehistòric situat al municipi de Serinyà, (Pla de l'Estany), declarat Bé cultural d'interès nacional en la categoria de Zona arqueològica.
Es tracta d'una cavitat de grans dimensions amb diferents cambres al seu interior situat a la vora del Paratge del Reclau i a pocs metres al sud del Reclau Viver. Declarat BCIN amb data 22/01/08 al DOGC 5059 de 30/01/08, inclòs en el conjunt de Coves de Serinyà, que no és visitable.
Les seves coordenades UTM són X: 479192.61 Y: 4667998.34, situat a una alçada de 200 msnm. La Cova d'en Pau està situada a la part alta del talús travertínic Usall-Espolla. Formada a partir de la formació de travertins en cascada en el marge oest del Pla d'Usall, una unitat geològica que pertany a la conca lacustre Banyoles-Besalú. Amb un rebliment d'argiles vermelloses post-glacials molt remenades degut a la caiguda de blocs, caus d'animals, esfondraments que complicaran molt les tasques arqueològiques. Situat a 16m d'alçada sobre el curs del riu Seridanyell amb una orientació nord-oest. Totes les troballes es troben dipositades al MACB, Plaça de la Font, 11 de Banyoles.

## Descoberta
Descoberta l'any 1942 per en Josep Maria Pau i Narcís Franch que realitzaran un petit sondeig que confirmarà la presència de materials prehistòrics. L'any 1947 el Dr. Josep Maria Corominas i Planellas realitza una petita excavació a la cambra nomenada Pau I, el 1958 excavarà Pau II, una altra cambra dintre del conjunt de la que surt una gatera coneguda com a Cau d'en Paquito excavada l'any 1973 i que porta a la part més alta del conjunt conegut com a Pau III. L'any 1974 la Diputació de Girona comprarà els terrenys i el Dr. Corominas realitzarà la seva última excavació a la cova al lloc anomenat Davant Pau, davant Pau I. L'any 1980 es reprenen les excavacions a càrrec d'en Josep Tarrús amb el suport del Museu Arqueològic Comarcal de Banyoles i del Centre d'investigacions Arqueològiques de Girona, actuacions que duraran fins a l'any 1984. En aquest període s'excavarà la zona de Pau III, posteriorment la zona nomenada Pau IV, es tracta del vestíbul de la mateixa cova, i finalment es comunica aquesta zona amb Davant Pau, anomenant aquest espai com a Pau V.
Durant els anys 1978, 1980 i 1981 es fan una sèrie de prospeccions per establir la seqüència cultural i cronològica dels nivells post-glacials amb relació a l'evolució de l'entorn del paratge del Reclau Viver.
Els anys 1982, 1983 i 1984 es van dur a terme una sèrie de projectes d'investigació promoguts pel Centre d'Estudis Comarcals de Banyoles, Centre Investigacions Arqueològiques de Girona pertanyent a la diputació i el Departament de Cultura de la Generalitat de Catalunya.
L'any 2004 es va fer una intervenció preventiva amb motiu del projecte “Estudi d'Impacte Ambiental. Millora General. Desdoblament carretera C-66. Tram: Banyoles-Besalú”.

## Estratigrafia
En general l'estratigrafia de tota la cova és confusa per les nombroses actuacions que s'han portat a terme, no per mal fetes, sinó pel constant moviment de terres pròpia de l'estructura de la cova amb constants esfondraments i rodolaments de pedres. El jaciment té una primera etapa datada entre el 20000 i el 9000 abans d'ara paleolític superior. L'estratigrafia més clara és la trobada a la cova d'en Pau.
- Nivell III (1,60m-2,20m) Neolític Antic Tardà
- Nivell II (1,30-1,60m) Neolític final Calcolític.
- Nivell I (0,60-1,60m) Bronze Final-Bronze antic-Mitjà
- Nivell superficial 0-0,60m) època ibèrica fins època medieval